# Insensible
Insensible (en inglés: "Insensitive") es el decimocuarto episodio de la tercera temporada de la serie estadounidense House. Fue estrenado el 13 de febrero de 2007 en Estados Unidos y el 17 de abril de 2007 en España.

## Sinopsis
En este episodio, llega al servicio una joven, que aparentemente tiene CIPA (Trastorno congénito, en el cual las células nerviosas no se han desarrollado como debe ser y va acompañado con anhidrosis) y  su madre, debido a un accidente de tráfico. La madre se encuentra muy grave, ya que el cerebro presenta inflamación, por ende es sometida a múltiples cirugías.
La adolescente presenta otros síntomas como paranoia y parálisis, se le realizan varios estudios y, cuando le hacen una biopsia en el cerebro, ella finge que siente dolor para escaparse y ver a su madre, cuando de repente sufre un ataque de paranoia y se sube en una barra y amenaza con lanzarse de ahí si no le dejan ver a su madre.
En ese momento, se le paralizan las piernas y  cae. Sobrevive, pero con diversas fracturas. En este momento Wilson y House están charlando, porque House quiere que le trasplante un nervio de su paciente, para así no sentir más dolor en la pierna. Wilson lo hace recapacitar.
Luego vuelven a hablar pero esta vez House le quita a Wilson un emparedado de atún y, acto seguido, se dirige rápidamente a donde está la paciente para llevarla a cirugía, donde están operando a otro paciente. Pide los instrumentos quirúrgicos que va a necesitar en el momento y realiza la incisión sin anestesia, la adolescente finge sentir dolor, pero él continúa y extrae una tenia (lombriz solitaria) de 8 metros aproximadamente. House entonces dice en tono de burla "sólo ocho, qué pena, el récord mundial es de 18 metros".
Después de esto, a la adolescente y a su madre las ubican en la misma habitación y le piden a ella que se cuide, para que ella pueda cuidar de su madre.
Al finalizar, como era día de San Valentín, Cameron le pide a Chase si pueden tener sexo mientras ellos encuentran a la persona indicada y él le dice que sí.

## Cita
Ustedes solo quieren ocasionarme dolor y yo no voy a dejar que esto me pase
La protagonista antes de caer de la barra

- Datos: Q5084230